# Susanne Ljungskog
Susanne Ljungskog (Halmstad, 16 marzo 1976) è un'ex ciclista su strada svedese.
È stata campionessa del mondo nella prova in linea a Zolder nel 2002 e a Hamilton nel 2003.

## Palmarès
- 1994

Campionati svedesi, Prova in linea
- 1996

Campionati svedesi, Prova in linea
- 1997

Campionati svedesi, Prova in linea
- 1998

Campionati europei, Prova in linea
Campionati svedesi, Prova in linea
5ª tappa Tour de l'Aude
11ª tappa Tour de l'Aude
2ª tappa Eurosport Tour
4ª tappa Eurosport Tour
5ª tappa Thüringen Rundfahrt
- 2000

4ª tappa Vuelta a Mallorca
Grand Prix di Scandinavia (cronometro)
- 2001

Primavera Rosa
Grand Prix de Suisse
12ª tappa Grande Boucle
- 2002

Campionati del mondo, Prova in linea
1ª tappa Trophée Méditerranéen
4ª tappa Emakumeen Bira
16ª tappa Grande Boucle
Prologo Giro della Toscana-Memorial Fanini (Siena)
1ª tappa Giro della Toscana-Memorial Fanini (Altopascio)
5ª tappa Giro della Toscana-Memorial Fanini (Firenze)
Classifica generale Giro della Toscana-Memorial Fanini
- 2003

Campionati del mondo, Prova in linea
Campionati svedesi, Prova in linea
Campionati svedesi, Prova a cronometro
10ª tappa Tour de l'Aude
4ª tappa Thüringen Rundfahrt
Classifica generale Holland Tour
Classifica generale Giro della Toscana-Memorial Fanini
- 2004

Campionati svedesi, Prova in linea
Campionati svedesi, Prova a cronometro
10ª tappa Tour de l'Aude
6ª tappa Thüringen Rundfahrt
- 2005

Campionati svedesi, Prova in linea
3ª tappa Tour of New Zealand
3ª tappa Gracia-Orlová
Gran Premio Castilla y León
2ª tappa Emakumeen Bira
2ª tappa Holland Tour
6ª tappa Giro della Toscana-Memorial Fanini
Classifica generale Giro della Toscana-Memorial Fanini
- 2006

Campionati svedesi, Prova in linea
Campionati svedesi, Prova a cronometro
10ª tappa Tour de l'Aude
Durango-Durango Emakumeen Saria
4ª tappa Emakumeen Bira
7ª tappa Giro Donne
Open de Suède Vargarda
Classifica generale Holland Tour
- 2007

Classifica generale Tour de l'Aude
Classifica generale Emakumeen Bira
7ª tappa Thüringen Rundfahrt
Chrono des Herbiers
- 2008

Berner Rundfahrt
4ª tappa Tour de l'Aude
Classifica generale Tour de l'Aude
6ª tappa Tour de l'Ardèche
Chrono des Herbiers

## Piazzamenti

### Competizioni mondiali
- Campionati del mondo su strada

Agrigento 1994 - In linea: 22ª
Agrigento 1994 - Cronometro: 22ª
Duitama 1995 - In linea: 63
Duitama 1995 - Cronometro: 19
San Sebastián 1997 - In linea: 33ª
San Sebastián 1997 - Cronometro: 26
Valkenburg 1998 - In linea: 17ª
Verona 1999 - In linea: 24ª
Verona 1999 - Cronometro: 26ª
Plouay 2000 - In linea: 4
Plouay 2000 - Cronometro: 15ª
Lisbona 2001 - In linea: 7ª
Zolder 2002 - In linea: vincitrice
Zolder 2002 - Cronometro: 19ª
Hamilton 2003 - In linea: vincitrice
Hamilton 2003 - Cronometro: 25ª
Verona 2004 - In linea: 26ª
Madrid 2005 - In linea: 7ª
Madrid 2005 - Cronometro: 17ª
Salisburgo 2006 - In linea: 44ª
Salisburgo 2006 - Cronometro: 15ª
Stoccarda 2007 - In linea: ritirata
Stoccarda 2007 - Cronometro: 13ª
Varese 2008 - In linea: 31ª
Varese 2008 - Cronometro: 7ª
- Giochi olimpici

Atlanta 1996 - In linea: 25ª
Atene 2004 - In linea: 33ª
Atene 2004 - Cronometro: 25ª
Pechino 2008 - In linea: 21ª
Pechino 2008 - Cronometro: 10ª